# Fred Benson
Fred Benson (n. 10 aprilie 1984) este un fotbalist ghanez, care joacă pe postul de atacant și care a activat în Liga I la Rapid București.
Fred Benson și-a început cariera la SBV Vitesse, club la care a marcat 3 goluri în 55 de partide. Perioada de glorie a acestui fotbalist a fost marcată de activitatea sa la cluburile RKC Waalwijk, Lechia Gdansk și FC Zwolle, perioadă în care a marcat 19 goluri în 139 de partide. În 2012 a semnat cu Sheriff Tiraspol, campioana Republicii Moldova, pentru ca în 2014 să semneze cu Rapid București.

## Legături externe
- nl  Profil internațional Voetbal